# Regal Princess
Regal Princess je výletní loď královské třídy provozovaná Princess Cruises, dceřinou společností Carnival Corporation & plc. Stala se druhou lodí téhož jména u dané lodní společnosti, když první taková byla ve službě mezi roky 1991 až 2007. Regal Princess a tzv. „sesterská loď“ Royal Princess byly objednány 17. února 2010 u terstské loděnice Fincantieri a postaveny v docích v Monfalcone. První plavbu uskutečnila v roce 2014.

## Historie

### Konstrukce a dodání
Smlouva na dodávku dvou lodí královské třídy Royal byla podepsána 4. května 2010. Kýl byl položen 28. srpna 2012 v docích loděnice Monfalcone, patřících firmě Fincantieri, kdy plavidlo získalo oficiální název Regal Princess. Ke spuštění ze suchého doku došlo 29. března 2013. Po zakotvení u mola pokračovala výstavba. Zkušební plavbu Regal Princess uskutečnila v Jaderském moři mezi 16. až 21. dubnem 2014.
Dokončení konstrukce skončilo o třináct dní dříve, než bylo plánované dodání. Společnost Princess Cruises loď převzala 11. května 2014, během ceremoniálu v loděnici Monfalcone. K oficiálnímu pokřtění došlo 5. listopadu 2014 ve floridském Fort Lauderdale, za účasti herců z romantického televizního seriálu The Love Boat o plavbě zaoceánské lodi, Gavina MacLeoda, Freda Grandyho, Teda Lange, Bernieho Kopella, Lauren Tewesové a Jill Whelanové.

### Provoz
Panenská plavba Regal Princess proběhla před plánovaným termínem, vzhledem k rychlejšímu dodání lodě. Původní datum bylo posunuto z 2. června na 20. května 2014. Ještě předtím absolvovala čtyřdenní zkušební cestu mezi 16. až 20. květnem 2014 z Terstu po Jadranu, s návštěvou Kotoru. Na panenskou plavbu se loď vydala 20. května 2014 z Benátek na Korfu, s noční návštěvou Istanbulu. První sezónu křižovala Středozemní moře, než 17. října 2017 vyrazila z Benátek na cestu do amerického přístavu Port Everglades ve Fort Lauderdale, kde ji čekala služba ve východním Karibiku.
V letech 2014–2020 loď během zimních měsíců vyjížděla z Port Everglades na plavby po Karibském moři a v letním období se plavila na Baltu v severní Evropě. Na podzim uskutečňovala také pěti až sedmidenní výletní cesty ke břehům Nové Anglie a z New Yorku mířila do kanadského regionu pobřežních provincií.
V létě 2020 měla poprvé pravidelně křižovat vody okolo Britských ostrovů a na podzim téhož roku doplout do Austrálie, s nasazením výletních okruhů po Oceánii. V důsledku pandemie koronaviru však došlo ke zrušení minimálně britské části sezóny. Na léto 2021 byl pro Regal Princess určen debut na západním americkém pobřeží, plavby z washingtonského Seattlu severně na Aljašku. Ovšem v důsledku restrukturalizace flotily společnosti byl plán změněn, s návratem lodi do Evropy a příjezdem do domovského přístavu v Southamptonu.

## Technické údaje

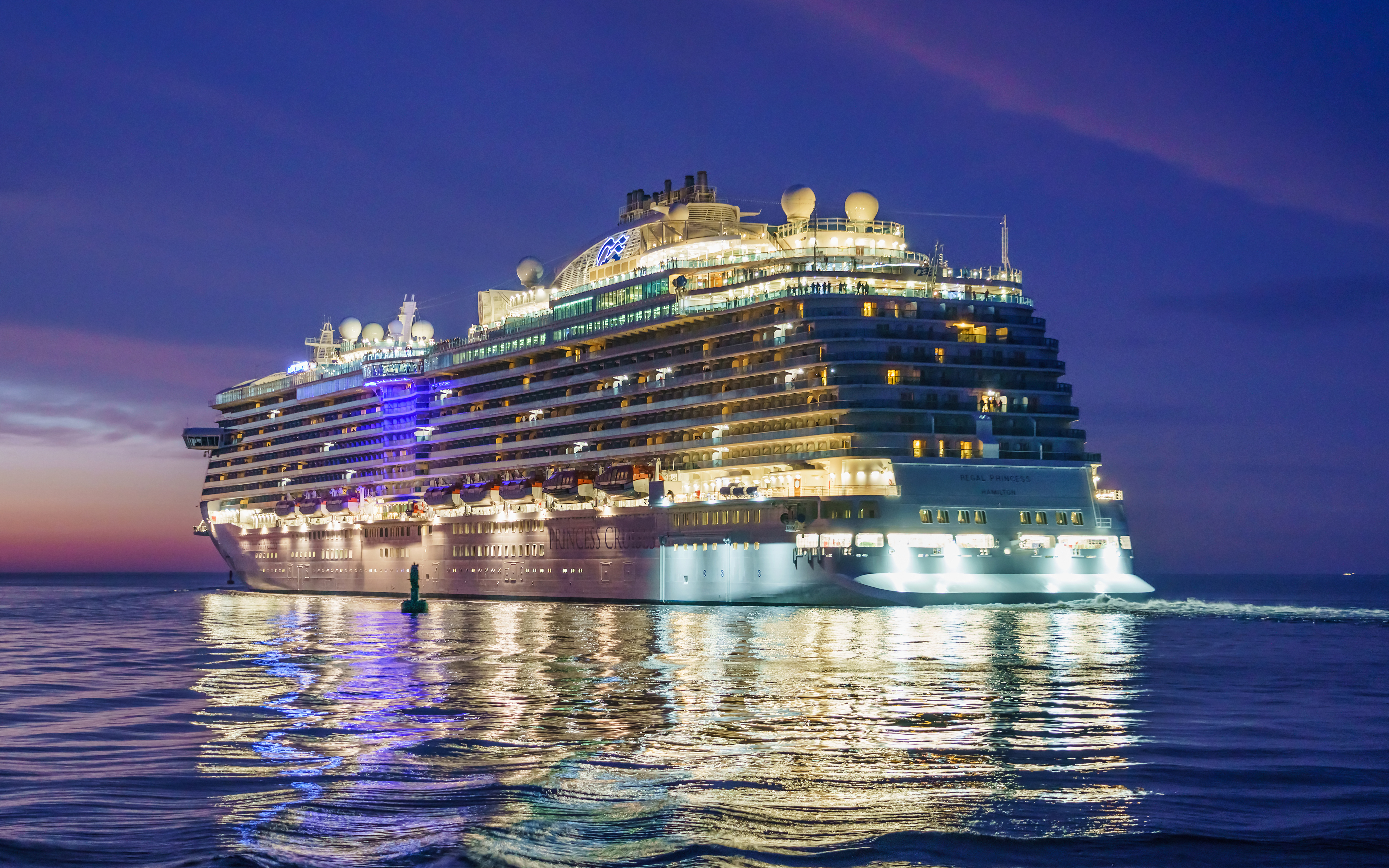
Noční osvětlení Regal Princess ve Warnemünde

Lodě Royal Princess a Regal Princess sdílejí řadu technických údajů a celkový vzhled. Skutečný objem lodi činí 142 714 hrubé tonáže, její délka je 330 m, ponor 8,5 m a šířka 38,4 m. Plavidlo je poháněno systémem elektrického dieselagregátu se čtyřmi motory Wärtsilä, jehož celkový výkon dosahuje hodnoty 62,4 MW. Vlastní pohon zajišťují především dva lodní šrouby, řízené 18megawattovými elektrickými motory. Loď pluje cestovní rychlostí 22 uzlů (41 km/h) a možnou maximální rychlostí 22,9 uzlů (42,4 km/h). Na palubách je umístěno 1 780 kajut pro pasažéry, z nichž 81 % má balkón, a 751 kajut posádky. Maximální kapacita činí 5 600 osob.
Atrium se otevírá do třech podlaží, která jsou spojena skleněnými výtahy. Součástí konstrukce paluby je prosklený chodník Sea Walk.

## Incidenty

### 2019: Záchrana osob
Posádka Regal Princess zachránila 5. března 2019 dva přeživší, s nimiž se zřítilo soukromé letadlo do Karibského moře u ostrova Grand Turk, součásti britského zámořského území Turks a Caicos. Lodní společnost vydala k incidentu oficiální prohlášení: „Princess Cruises může potvrdit, že na základě žádosti Pobřežní stráže Spojených států 'Regal Princess' asistovala při záchraně dvou amerických občanů, jejichž soukromé letadlo spadlo jihovýchodně od Grand Turku v Karibském moři. Obě osoby byly zachráněny naloděním na palubu 'Regal Princess', v průběhu její plavby do přístavu St. Thomas.“

### 2020: Pandemie covidu-19
V důsledku testování dvou členů posádky ze 7. března 2020 byl přibližně o jeden den pozdržen vstup Regal Princess do přístavu Port Everglades ve floridském Fort Lauderdale. Po oznámení negativních výsledků testů, a s ohledem na dané osoby bez dýchacích obtíží, bylo vydáno povolení zakotvit.
Třicetidevítiletá ukrajinská členka posádky zemřela 10. května 2020, když byla nahlášena jako žena přes palubu, v době zakotvení Regal Princess v Rotterdamu. Podle zdroje webu Crew Center spáchala sebevraždu poté, co byl zrušen charterový let plánovaný na 8. května, jímž se měla vrátit na Ukrajinu. Naposledy měla být viděna plačící na palubě lodi.

## Galerie

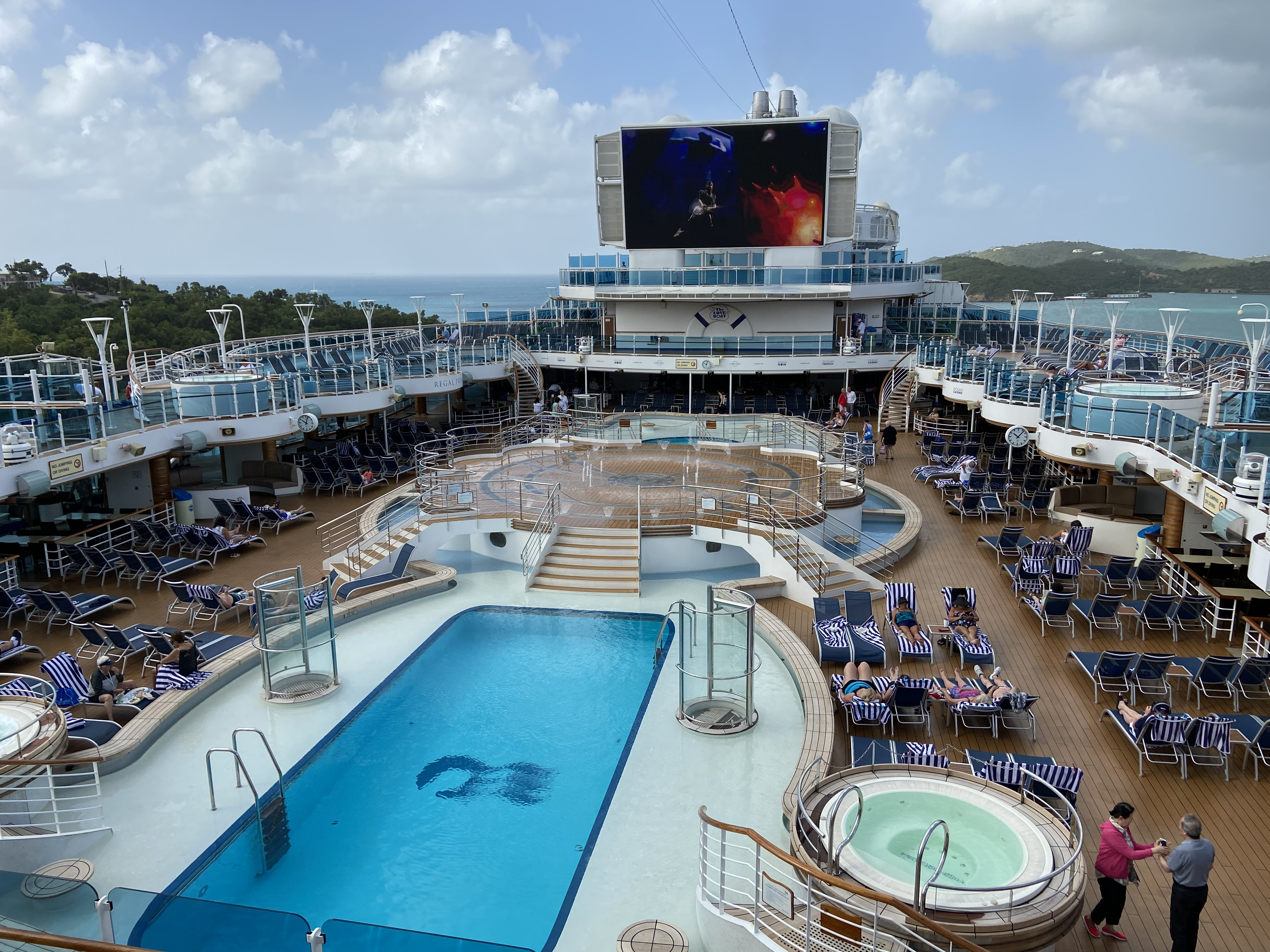
Paluba s bazénem
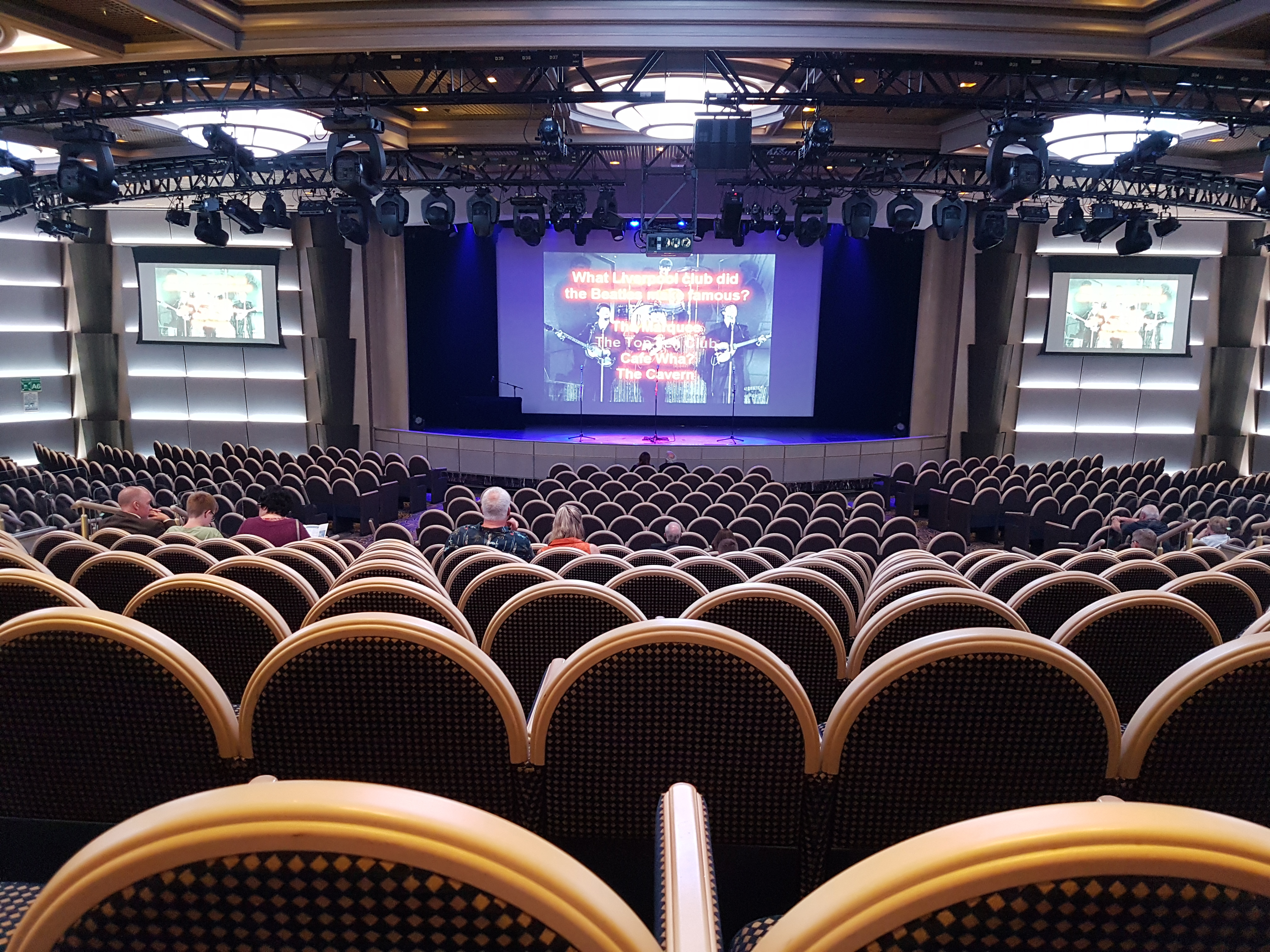
Kino
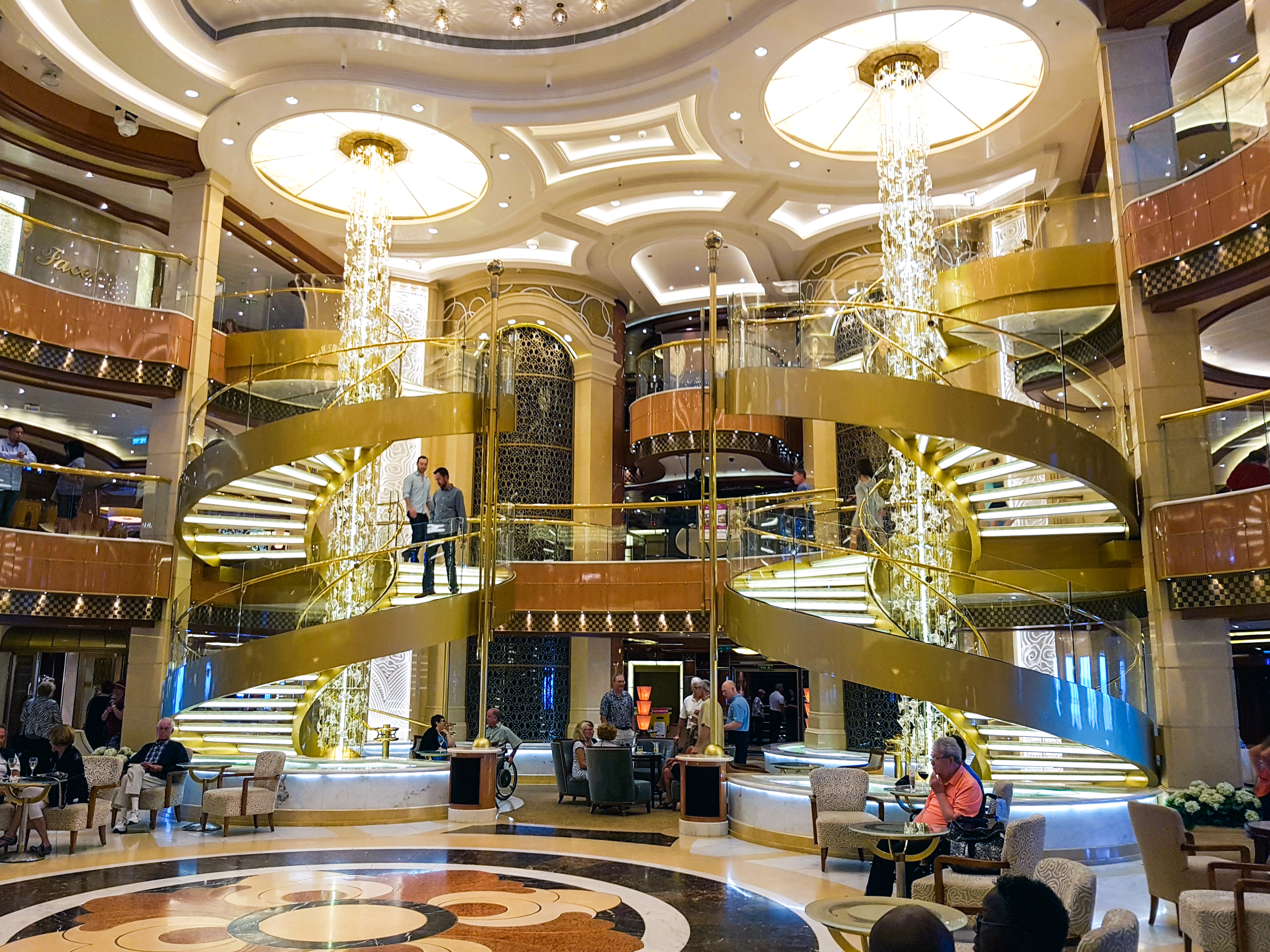
Atrium
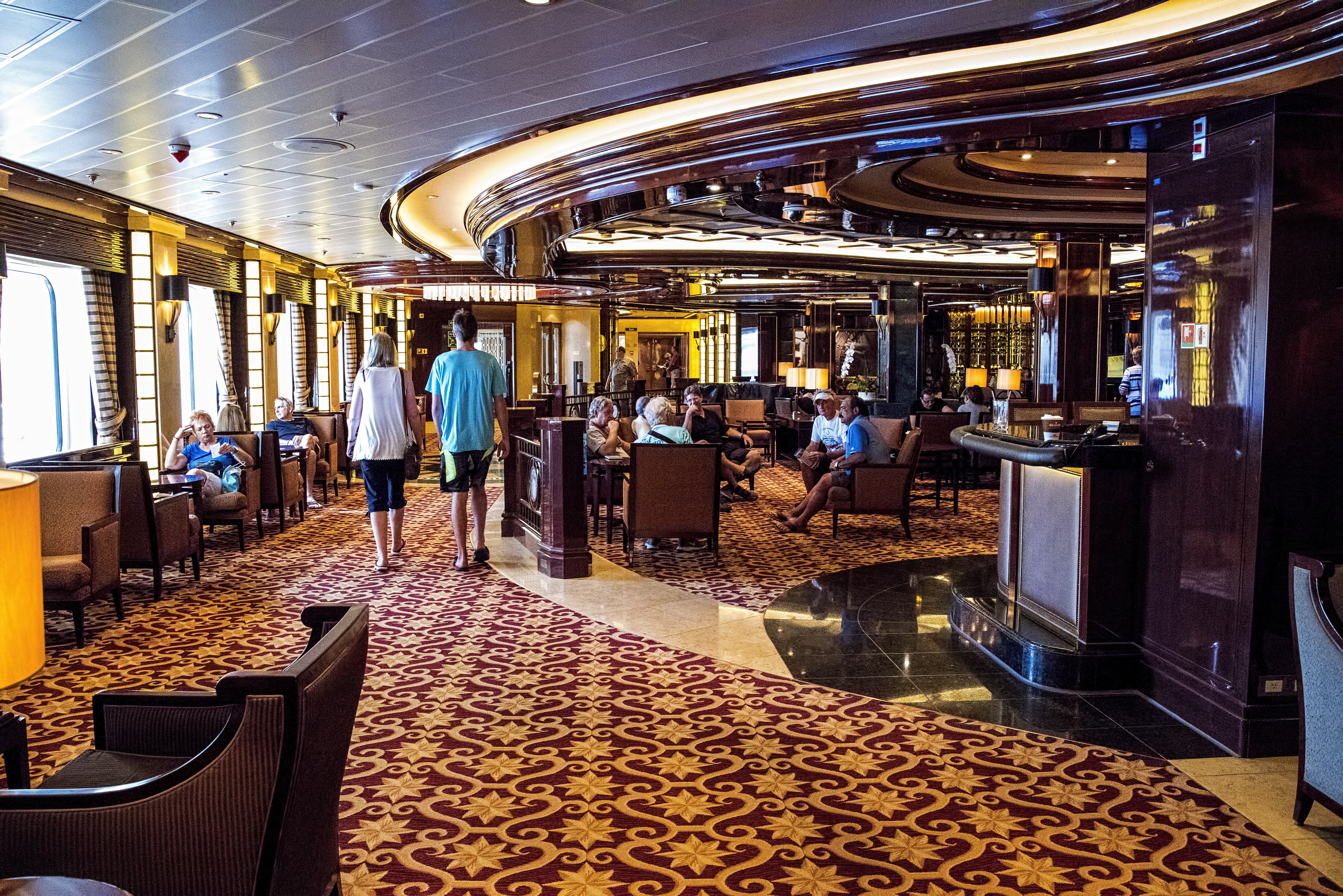
Společenský sál